# Days of the Bagnold Summer
Days of the Bagnold Summer è il decimo album in studio della band scozzese Belle and Sebastian. Rilasciato il 13 settembre 2019 tramite Matador Records, funge da colonna sonora per l'omonimo film del 2020 diretto da Simon Bird.
Il primo singolo estratto dall'album, Sister Buddha, è stato pubblicato il 1º luglio 2019. Il secondo singolo This Letter è stato pubblicato il 5 settembre 2019.
L'album contiene 11 nuove canzoni (tra cui "Safety Valve" scritta da Stuart Murdoch prima della formazione di Belle e Sebastian). Le altre due canzoni sono registrazioni di:
- I Know Where the Summer Goes (This Is Just a Modern Rock Song EP — 1998)
- Get Me Away From Here, I’m Dying (If You're Feeling Sinister — 1996)

Days of the Bagnold Summer è stato accolto con recensioni generalmente favorevoli da parte della critica. Metacritic, che assegna una valutazione media ponderata su 100 alle recensioni delle pubblicazioni tradizionali, ha dato un punteggio medio di 68, basato su 9 recensioni.

## Tracce
1. Sister Buddha – 3:04
2. I Know Where the Summer Goes – 4:23
3. Did the Day Go Just Like You Wanted? – 3:08
4. Jill Pole – 3:03
5. I'll Keep It Inside – 2:00
6. Safety Valve – 2:56
7. The Colour's Gonna Run – 2:26
8. Another Day, Another Night – 1:30
9. Get Me Away From Here I'm Dying – 3:58
10. Wait and See What the Day Holds – 3:20
11. Sister Buddha – 4:08
12. This Letter – 3:26
13. We Were Never Glorious – 5:23